# Seriatopora crassa
Espèce
Seriatopora crassa est une espèce de coraux appartenant à la famille des Pocilloporidae.